# 逸翁美术馆
逸翁美术馆（日语：／ Itsuō Bijyutsukan */?），是一个位于日本大阪府池田市的美术馆。

## 历史
1957年建成开放，新馆1997年建成开放，是以企業家暨政治家小林一三旧宅雅俗山庄改建而来，主要收藏小林一三的艺术藏品。館名「逸翁」為他的雅號。

## 藏品

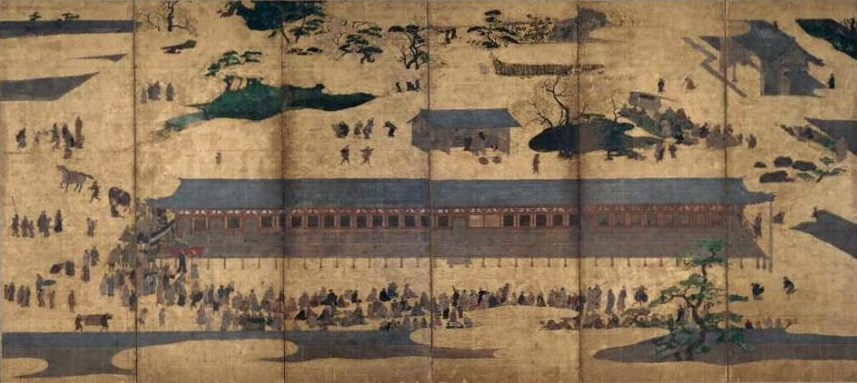
江户时代之三十三间堂
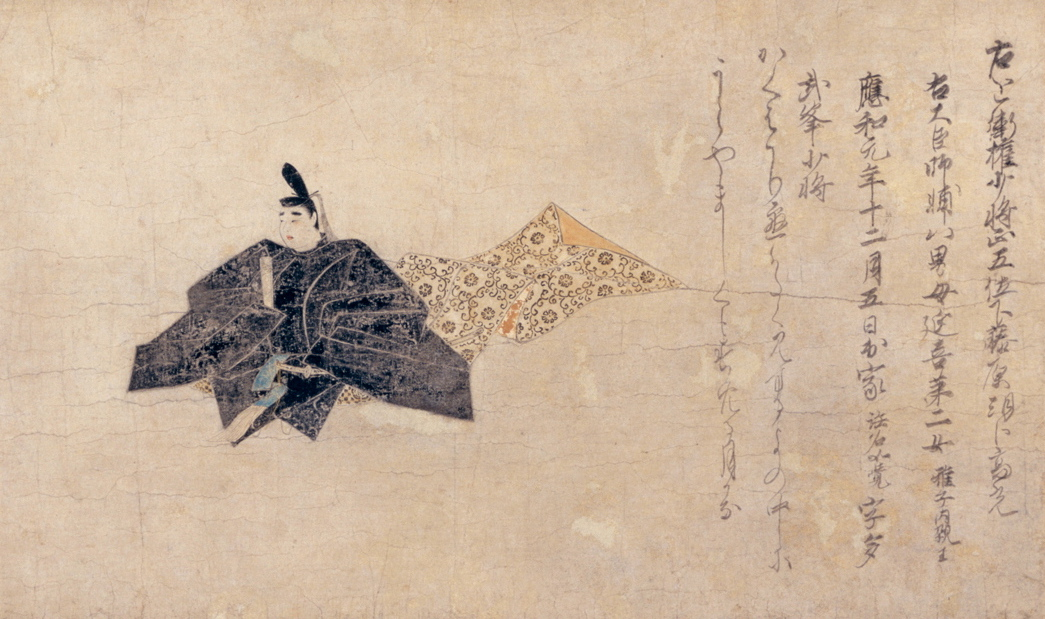
佐竹本三十六歌仙绘卷（藤原高光）
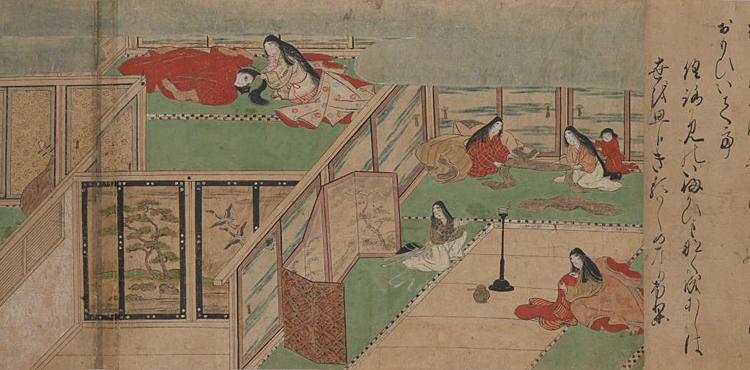
纸本著色芦引绘
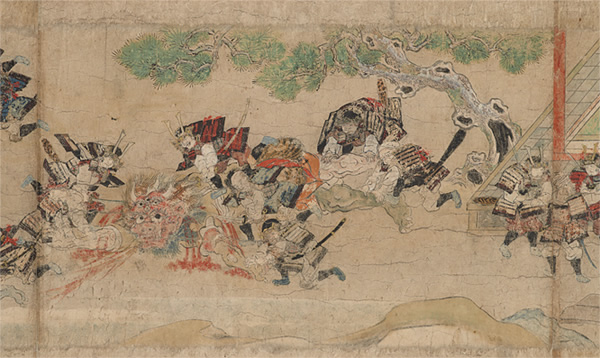
纸本著色大江山绘词
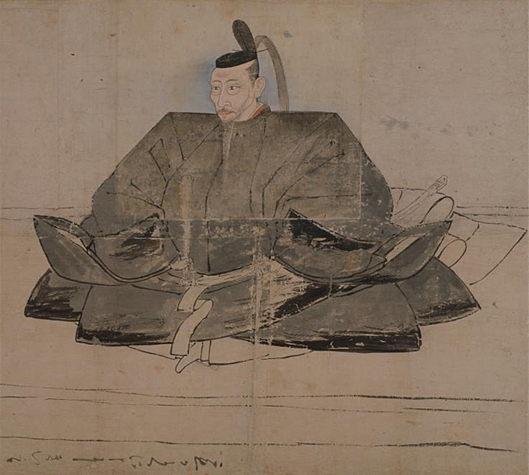
丰臣秀吉画像，狩野光信绘
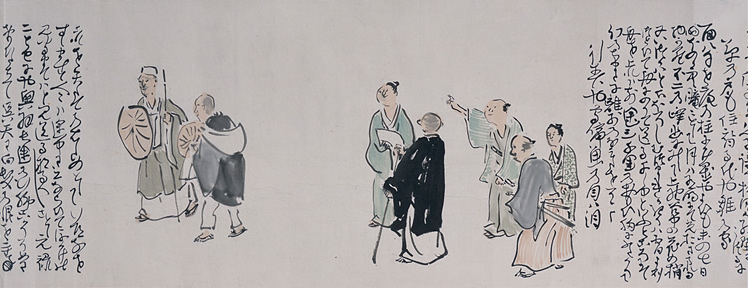
奧之細道，與謝蕪村绘
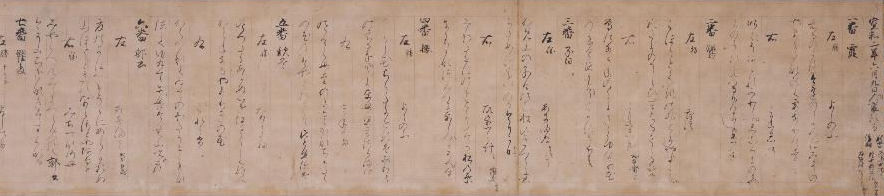
宽和2年平安宫